# Cyril Tenison White
Cyril Tenison White, född den 17 augusti 1890 i Brisbane, död den 16 augusti 1950 i Kangaroo Point, var en australisk botaniker.
Auktorsnamnet C.T.White kan användas för Cyril Tenison White i samband med ett vetenskapligt namn inom botaniken; se Wikipediaartiklar som länkar till auktorsnamnet.